# Lliga Llombarda
|  | Aquest article tracta sobre l'aliança de ciutats italianes als segles xii i xiii. Vegeu-ne altres significats a «Lliga Llombarda (partit polític)». |

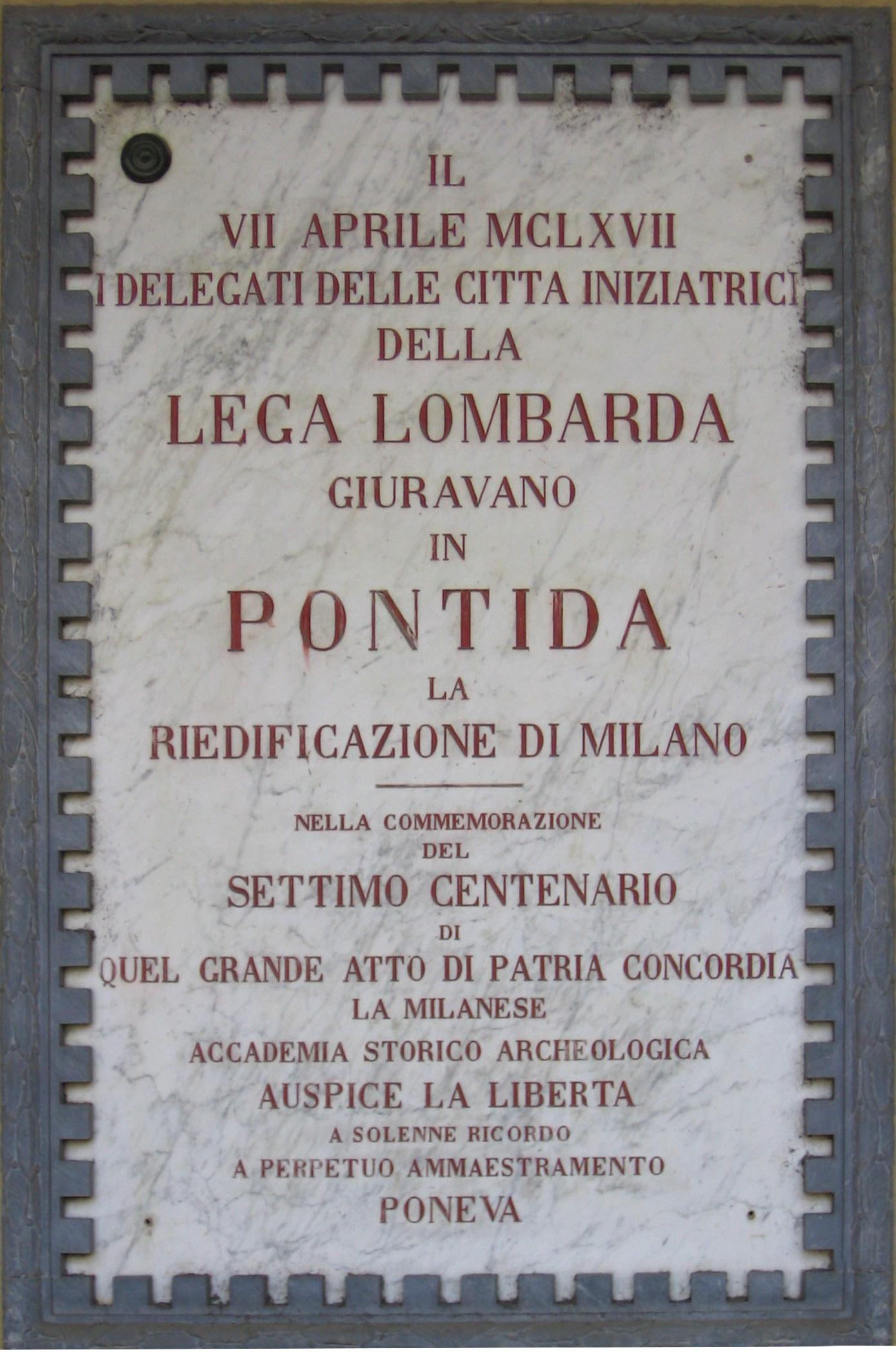

La Lliga Llombarda va ser una aliança establerta l'1 de desembre de 1167 entre ciutats del nord d'Itàlia per tal de combatre la política de l'emperador Frederic I, que pretenia augmentar el poder del Sacre Imperi Romanogermànic al Regne d'Itàlia.
Frederic va deixar clares les seves intencions a la Dieta de Rocaglia (1158), on reclamava per l'Imperi el control directe d'Itàlia. El 1158 hi va entrar amb els seus exèrcits, i un segon cop el 1166.
Entre les 26 ciutats que van fundar la Lliga destacaven Milà, Cremona, Màntua, Bèrgam, Brescia, Piacenza, Bolonya, Pàdua, Treviso, Vicenza, Verona, Lodi, Parma i Venècia. Posteriorment s'hi afegiren 4 ciutats més fins a un total de 30. La Lliga va rebre el suport d'Alexandre III i els seus successors, que també desitjaven alliberar-se de la influència imperial i alhora augmentar el seu poder a Itàlia. A la batalla de Legnano (1176) les tropes imperials van ser derrotades i Frederic es va veure obligat a firmar una treva de 6 anys (1177-1183). En acabar aquest període se signà el Tractat de Constança en el que les ciutats italianes reconeixien la sobirania imperial, però conservaven la jurisdicció local sobre els seus territoris.
La Lliga Llombarda es va reformar diverses vegades amb posterioritat. El 1226, la Lliga va combatre l'emperador Frederic II que volia tornar a incrementar el poder imperial sobre Itàlia.
El 1231 les relacions de Frederic amb el seu primogènit Enric, fill de la seva primera esposa Constança d'Aragó, es van deteriorar del tot. Enric va aliar-se amb la Lliga Llombarda i va reclamar la corona per a si mateix. La rebel·lió va fracassar i Enric, deposat dels seus títols, va ser empresonat el 1235 (moriria en captivitat el 1242). A la tardor d'aquell any va decidir tornar a Itàlia per suprimir les comunes llombardes que, amb el suport del papa Gregori IX, disputaven la seva autoritat i amb l'ajuda d'Ezzelino da Romano i altres líders gibelins va saquejar la ciutat de Vicenza, i satisfet va tornar a Alemanya per fer front a una altra rebel·lió dels prínceps alemanys, deixant a Itàlia per supervisar la situació Hermann von Salza, Gran Mestre de l'Orde Teutònic. L'agost de 1237 l'emperador va tornar de nou a Itàlia per esclafar definitivament la Lliga Llombarda, creuant els Alps fins a Verona on va reunir l'exèrcit imperial que va marxar primer contra Màntua i després a Bèrgam, que van rendir-se en comptes de ser saquejades, i després cap a Brescia, derrotant la Lliga Llombarda a la batalla de Cortenuova el 1237 i aquesta es va dissoldre. Lodi, Novara, Vercelli, Chieri i Savona van ser capturats o sotmesos a l'emperador, mentre que Amadeu IV de Savoia i Bonifaci II de Montferrat van confirmar la seva lleialtat gibel·lina i Milà. Al seu retorn a Alemanya va nomenar al seu fill Conrad com a rei d'Alemanya. Va rebutjar totes les ofertes de pau, fins i tot la de Milà que oferia una gran suma de diners, renunciant a acceptar res que no fos una rendició incondicional i atiant la resistència de ciutats com Milà, Brescia, Bolonya o Piacenza. Reunint el seu exèrcit a Verona l'abril de 1238, va decidir assetjar Brescia, que va començar el setge l'11 de juliol de 1238 i va durar fins que una sortida reeixida dels defensors de la ciutat a principis d'octubre el va obligar a aixecar el setge.
El 1249 la Lliga va assaltar el campament de Frederic que assetjava Parma, capturant el tresor de l'Imperi. La Lliga es va dissoldre el 1250 quan Frederic morí.